# Menon (Sohn des Kerdimmas)
Menon (altgriechisch Μένων; † wohl nach 331 v. Chr.), Sohn des Kerdimmas, war ein Statthalter Alexanders des Großen.
Nachdem Alexander nach seinem Sieg in der Schlacht bei Issos 333 v. Chr. Kilikien erobert hatte und entlang der syrischen Küste Richtung Tyros marschiert war, richtete er auf seinem Weg eine Provinz (Satrapie) zwischen den syrischen Toren und Phönizien ein. Er ließ dort Truppenkontingente zurück, die das Hinterland gegen jene Perser verteidigen sollten, die bei Issos entkommen waren. Der Historiker Arrian berichtet für den Herbst 333 v. Chr., dass Menon, Sohn des Kerdimmas, in das Amt eines Satrap von Koilesyrien eingesetzt wurde. Aller Wahrscheinlichkeit nach irrte sich Arrian in der Benennung der Provinz, da mit Koilesyrien das „untere Syrien“, also das Land südlich von Phönizien gemeint ist, das zu diesem Zeitpunkt noch nicht erobert war. Die im Jahr 333 v. Chr. eingerichtete Provinz umfasste aber das Land nördlich von Phönizien, also das „obere Syrien“, das in seinem Umfang etwa dem heutigen Staat Syrien entsprochen haben dürfte.
Koilesyrien wurde nach der Belagerung von Tyros 332 v. Chr. durch Parmenion erobert und dem Satrap Andromachos anvertraut, der aber schon bald in einem Aufstand der Samarier getötet wurde. Curtius Rufus berichtet für das Frühjahr 331 v. Chr., dass Alexander die Samarier niedergeworfen und einen gewissen „Memnon“ zum neuen Satrap von Koilesyrien ernannte. Die jüngere Geschichtsforschung ist sich weitgehend darüber einig, dass mit dieser Person tatsächlich Menon, Sohn des Kerdimmas, gemeint war. Unklar aber ist, ob Menon seinen Posten im „oberen Syrien“ zugunsten des „unteren Syrien“ aufgeben musste oder ob er nun beide Provinzen in Personalunion verwaltete.
Letztlich berichtet Arrian, dass Alexander noch im Spätsommer 331 v. Chr. kurz vor seiner Ankunft in Thapsakos am Euphrat den Satrap von Syrien, „Arimmas“, durch Asklepiodoros ersetzte. Es ist möglich, dass dieser Arimmas der Amtsnachfolger Menons im „oberen Syrien“ war, nachdem dieser in das „untere Syrien“ gewechselt war. Allerdings könnte sich in dieser Angabe auch ein Schreibfehler des Autors für „Kerdimmas“ eingefunden haben, womit der ersetzte Satrap mit Menon, Sohn des Kerdimmas, zu identifizieren wäre und Asklepiodoros so die Amtsgewalt in den beiden syrischen Provinzen übernehmen konnte, zumal weder Menon, Sohn des Kerdimmas, noch ein Arimmas danach in den Überlieferungen erwähnt werden.